# Cuchay Gién
Cuchay Gién är en ort i Mexiko.   Den ligger i kommunen Tecpatán och delstaten Chiapas, i den sydöstra delen av landet, 700 km öster om huvudstaden Mexico City. Cuchay Gién ligger 437 meter över havet och antalet invånare är 148.
Terrängen runt Cuchay Gién är kuperad, och sluttar västerut. Runt Cuchay Gién är det ganska glesbefolkat, med 42 invånare per kvadratkilometer. Närmaste större samhälle är Copainalá, 18,1 km öster om Cuchay Gién. Omgivningarna runt Cuchay Gién är en mosaik av jordbruksmark och naturlig växtlighet.